# Gina Marie Rzucidlo
Gina Marie Rzucidlo (Auburn, Massachusetts; 28 de enero de 1978–Shisha Pangma, 7 de octubre de 2023) fue una alpinista estadounidense especializada en alta montaña. Es conocida por su objetivo de convertirse en la primera mujer estadounidense y la tercera alpinista estadounidense en escalar los 14 ochomiles.

## Escalada
Rzucidlo escaló con éxito el Everest en mayo de 2018 y completó las Siete Cumbres en 2019 con la ascensión a la Pirámide Carstensz, en la isla de Nueva Guinea, pero dentro de Indonesia. En 2022 completó el K2, convirtiéndose en la primera mujer estadounidense en escalar los tres picos más altos del mundo. En 2023, coronó el Lhotse, el Cho Oyu y el Nanga Parbat, convirtiéndose en la primera mujer estadounidense en completar este último. En octubre de 2023, estaba escalando el Shisha Pangma en el Tíbet, el último de los 14 picos, acompañada por Tenjen Sherpa, cuando se produjo una avalancha. Fue declarada muerta el 7 de octubre. Anna Gutu, que también se encontraba en la última etapa de la competición por el título de primera mujer estadounidense en escalar las 14 cumbres, también murió en la avalancha.
En 2023, llevó a la cumbre del Everest la bandera de Mujer, Vida, Libertad, usada por los grupos kurdos y de la oposición iraní.

## Vida personal
Hija de inmigrantes polacos, Rzucidlo nació en Auburn (Massachusetts) y era una de siete hermanos. En 1999 obtuvo un título de grado asociado en Ciencias Penales por el Quinsigamond Community College. Antes de su muerte vivía en Manhattan.